# Отношения между Албания и България
Отношенията между Албания и България са съвременни и исторически отношения между Албания и България.
Дипломатическите отношения между Албания и България са установени през 1922 година. Албанското посолство в България е в София, а българското в Тирана .
Като член на Европейския съюз (ЕС), България подкрепя молбата на Албания за членство в ЕС.

## История
Територията на съвременна Албания е била част от Българската империя през значителна част от Средновековието . По-голямата част от Албания става част от Първата българска империя в началото на 840-те по време на управлението на кан Пресиян. През това време някои крайбрежни райони, като град Дурес, остават под византийска власт. Ромеите постепенно завладяват останалата част от Албания с падането на Първата българска империя, превземайки последните планински крепости през 1018-1019г. По време на византийското управление Албания става център на голямо, макар и неуспешно българско въстание.
Последният български император, управлявал цялата територия, е Иван Асен II (1218–1241) от Втората българска империя. След смъртта му България изпада в упадък и губи последните крепости в Албания при Костандин Тих Асен (1257–1277). През 1913 България заедно с Австро-Унгария и Великобритания спасяват Албания от пълна сърбо - гръцка окупация, а албанците - от участта, която сполетява в реалната история кюрдите десетилетие по-късно. През Първата световна цар Фердинанд се опитва да постави Албания под Българска защита чрез лична уния между двете страни или чрез коронясването на малкия му син княз Кирил за Албански крал. След Втората Световна война заради общото попадане под съветско влияние Българо - албанските отношения са добри, и през 1947 Енвер Ходжа посещава България, но след като в резултат на албанската съпротива срещу десталинизацията Съветският съюз прекратява отношенията си с Албания, сателитите му понижават дипломатическите си връзки със страната, българо - албанските отношения се превръщат във формални, а емисиите на Радио „Тирана“ са заглушавани като вражески.

### Българи в Албания
Българите в Албания са между 60 и 170 хиляди души, като мнозинството от тях се ислямизират в периода 18 - 19 век. В годините между двете световни войни България развива активна дипломатическа дейност за признаване на нашите сънародници в Албания за национално малцинство. Точно обратна е официалната българска позиция през периода 1945 – 1990 година – българите под властта на Енвер Ходжа са загърбени от София и са обявени за приоритет на Югославия, започнала македонизацията им, която след 1991 е продължена от Северна Македония. След падането на сталинисткият режим в Албания будните местни българи в страната започват да създават свои организации и сдружения, но до втората половина на 10 - те години на 21 век те не получават поддръжката на официалните български институции. Българите в Албания са признати като малцинство на 12 октомври 2017, а от 28 януари 2019 започват новини на български език по по втори канал на албанската държавна телевизия. Понеже тази общност е важно историческо доказателство за историческата истина по македонския въпрос, македонистките активисти и организации отричат наличието на местни българи в Албания и представят българското самоопределение като предизвикано от желание за получаване на български паспорт с цел улесняване на икономическата миграция, защото след влизането на България в Европейския съюз с тях може да се пътува безвизово до Западна Европа, независимо че никога жители на областите с българско население не са се декларирали като гърци, въпреки че в Албания има между 8 и 10% според различните източници официално признато гръцко малцинство, а Гърция членува в евросъюза от 1981 година и с паспортите ѝ може да се пътува безвизово до 186 страни по света, а с българските - само до 173, като САЩ е една от 13 - те страни, недостъпни безвизово с Български и достъпни с гръцки паспорти.

### Албанци в България
Албанците в момента са малцинствена етническа група в България . Макар и преди в някои селища да е имало значителни албански заселнически общности, има само 278 албанци, регистрирани при преброяването през 2001 г. Между 15 и 17 век няколко групи албанци (както римокатолици, така и източноправославни ) се заселват в много части на днешна Северна България, заедно с по-малка група, базирана в Южна Тракия. След Освобождението албанската диаспора в България изиграва важна роля в националното възраждане на Албанският народ, като даже албанският национален химн е написан в София.

### Българи и албанци в Югославия
След Сръбското завоевание на Вардарска Македония и Косово през 1913 година македонските българи и албанци стават естествени съюзници против сръбската окупация, вдигайки заедно против нея Охридско-Дебърското въстание, а в Българската армия през Първата Световна се сражават стотици албанци. От 1921 година до забраната на ВМРО през 1934 година македонските български революционни организации водят заедно с албанските народоосвободителна борба против Кралска Югославия. След края на Втората Световна война органът на МПО „Македонска трибуна“ публикува статии, посветени на сръбските репресии над албанците в Косово, и през 1958 година албанският емигрант в Бъфало Джон Макрони поздравява Конгреса на МПО, желаейки „свобода за всички угнетени народности в една свободна и демократична Македония“, а когато през 1962 година конгресът се провежда в Бъфало, той го посещава и произнася реч, в която споменава за помощта, оказана от някои албанци католици на македонската българщина и за албанците учители в католическите училища в Солун и Цариград. Следващата година на парада на лоялността в града македонобългарските емигранти маршируват заедно с албанците. През 1969 година в кафене „Пирин“ в Скопие УДБА засича разговор между Сейди Креизи и Хамид Битик, в който искат части от Черна гора и Западна Македония за Албания, докато останалата част от СР Македония трябва да се даде на България поради несъществуването на македонска нация. За признаване на българската принадлежност на местното славянско население в Македония е арестуван и Фета Елмази от Кичево, а редакторът на списание „Детска радост“ Мехмед Али Ходжа е осъден на 5 години строг тъмничен затвор, защото в издателство „Македонска книга“ и в Клуба на писателите многократно е отхвърлял македонизма, признавайки българския характер на етноса, историята и културата на местните славянски жители на Македония и отричайки правото на Македонската академия на науките и изкуствата да носи името си. На 15 април 1969 година живеещият в Истанбул албанец от Битоля Рамадан Риза Садику изпраща протестно писмо до ректора на Чикагския университет по повод връчването на титлата „Доктор хонорис кауза“ на Блаже Конески, в което пише, че югославските комунисти са създали македонската нация и език с цел отродяване на местните българи, като във второ писмо от 27 август 1969 година година нарича „македонския език“ „смешно и унизително творение за домашното общество“. В броя си от септември 1971 година водещият албански задграничен вестник „Фламури“  изтъква, че в Югославска Македония са измислени нова македонска народност и църква.

### Възможности за развитие
Българските геополитически анализатори определят България, Албания и Северна Македония като страни, формиращи ядрото на Балканите, на които се противопоставят силната и агресивна периферия на Балканите, изградена върху основата на сърбо-гръцката ос, и в които също участват Румъния и Турция. Балканската периферия през 19 и 20 век поглъща българските и албанските територии, генофонд и стопанските възможности и заради своето превъзходство в ресурси провежда настъпателна политика, включваща транспортна изолация на двете страни, която е една от причините за стопанското им изоставане - в частност на Албания, обсадена по суша от сърби и гърци през по-голямата част от 20-ти век, а нейната дългосрочна цел е пълното унищожаване на България и Албания и техните народи, принуждавайки ги непрекъснато да търсят помощта на силни страни извън Балканите - като Германия, Италия, Русия и / или САЩ. Следователно България, Северна Македония, Албания и Косово трябва да сформират стратегически съюз и да установят транспортни връзки помежду си, за да осигурят оцеляването си и да постигнат траен мир на Балканите.